# Cyrtochilum lapacense
Cyrtochilum lapacense là một loài thực vật có hoa trong họ Lan. Loài này được (R.Vásquez & Dalström) Dalström mô tả khoa học đầu tiên năm 2001.